# Crepúsculo (novela)
Crepúsculo (Twilight) es el título de un libro escrito por Stephenie Meyer publicado el 5 de octubre de 2005.
La novela se ha traducido a 37 idiomas y ha vendido más de 25 millones de copias.

## Argumento

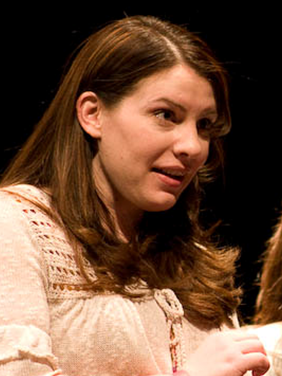
La escritora del libro, Stephenie Meyer.

La protagonista de la historia es Isabella Marie Swan, una joven de diecisiete años que se muda a Forks, Washington, después de que su madre se vuelva a casar con Phil, un jugador de béisbol, el cual es su nuevo padrastro. Debido al trabajo de este viaja constantemente y Bella decide irse a vivir con Charlie, su padre, para que así su madre pueda viajar al lado de Phil. En su nuevo colegio conoce a Eric, Mike, Tyler, Jessica y Ángela, que se convierten en sus nuevos amigos.
En su primer día de clase, Bella ve a cinco estudiantes que le llaman la atención por su belleza y su palidez. Ellos se  sientan alejados de todo el mundo, razón por la cual tienen apenas relación con el resto de estudiantes. Son los hermanos Cullen; Edward, Emmett, Jasper, Alice y Rosalie. En realidad no son hermanos biológicos, sino que todos fueron adoptados por el doctor Carlisle Cullen y su esposa, Esme Cullen. Además, algunos de ellos establecen relaciones sentimentales, como Jasper y Alice y Rosalie y Emmett. 
Entre ellos, Bella se fija en Edward, el único de la familia Cullen que no tiene pareja, su belleza la deja sin aliento ya hay algo en él que hace que Bella este pendiente de él todo el rato. Su atención va en aumento, cuando supone que Edward posee una gran fuerza y velocidad, ya que cuando Bella está a punto de morir aplastada por un coche, conducido por Tyler, Edward le salva la vida apareciendo junto a ella con una rapidez sobrenatural y parando el coche con la mano. Bella ve que Edward estaba en su coche a varios metros de distancia justo en el momento del accidente por lo que es imposible que hubiese llegado tan rápido. Este incidente la lleva a sospechar de Edward, ya que no puede creer que alguien “humano” pueda ser capaz de hacer algo así. Pero nadie más de su alrededor se había fijado en este suceso y cuando Bella va a pedir explicaciones a Edward este la evade.
Por otro lado, Edward también siente un interés especial por Bella, ya que es la única persona del instituto a la que no es capaz de leerle la mente, hecho que hace que se acerque cada vez más a ella, intentando descubrir el por qué. Al mismo tiempo siente una gran culpa por estar trabando amistad con una humana, pues supone un peligro para ella, ya que tras el encuentro el primer día de clase Edward se da cuenta de que ella contituye para ambos un gran peligro, pues Edward siente poco usual fenómeno al encontrarse el primer día: La sangre de Bella le llama como ninguna persona lo ha hecho, ativa todos sus sentidos y deseos por probar de su sangre. Por lo que cada vez que se encuentran juntos ella intenta sacarle respuestas sobre qué es el y Edward se debate moralmente entre lo que desea hacer (quedarse  su lado) o lo que debe hacer (alejarse de ella para apartarla del riesgo que supone él para ella)
Un día los amigos de Bella la invitan a la playa de La Push, y ella decide ir. En la playa, Bella conoce un poco más a Jacob Black, el hijo del mejor amigo de su padre, ya que esta playa se encontraba dentro de la reserva de Jacob. Pero cuando menciona que Edward no pudo ir con ella; Sam, amigo de Jacob, dice que los Cullen no van a La Push. Esto hizo que Bella quedara muy interesada porque le pareció que Sam dijo que los Cullen tenían "prohibido" el entrar a La Push. Por esto decide persuadir a Jacob para que le cuente la razón del por qué los Cullen no van ahí, tras tontear un poco con Jacob, este le cuenta una leyenda acerca de "los fríos", refiriéndose a los Cullen, los cuales habían sido los mismos vampiros que firmaron un tratado con su tatarabuelo, hacía más de 50 años.
Finalmente, uniendo todos sus indicios: la fuerza sobrenatural que ha oservado, la rapidez, el hecho de que no se exponían al sol o se piraban las clases soleadas, su lenguaje y vocabulario antiguo, como de otra época y el hecho  de que nadie se acercaba a ninguno de lo Cullen, junto con su apariencia física: Una belleza imposible e ideal, su piel blanca y fría... Bella saca la conclusión de que Edward es un vampiro.
Una vez que se confirma que Edward es un vampiro, entre ellos surge un romance dificultoso ya que Edward es un peligro para Bella, pero él no quiere apartarse de ella y ella tampoco se quiere alejar de él. Ambos descubren y experimentan lo que sienten el uno por el otro en el capítulo en el cual Edward lleva a Bella a un claro (que el frecuenta) donde él le enseña como brilla su piel a la luz del sol. Se recrean en lo que sienten por el otro y ponen al límite el autocontrol de Edward, el cual no está seguro sobre si puede resistirse a su cercanía y calor. En el caítulo del claro, Edward vence a su naturaleza vampira y se resiste a probar de ella, ya que su amor es más fuerte que el deseo de Edward de saciar su sed a pesar de que ella es mucho más atrayente que cualquier otra persona en todo el mundo. 
Al día siguiente, Edward invita a Bella a conocer a su familia, la cual la recibe con mucho afecto, excepto Rosalie y Emmet que no aparecen, y la invitan a ir a ver cómo juegan al béisbol, juego que disfrutan en especial cuando hay tormenta, pero mientras están jugando aparecen tres vampiros: James, Laurent y Victoria. James es un rastreador, la caza es su obsesión y decide ir a por Bella, porque indirectamente Edward convierte sus deseos de caza en un juego, al demostrar lque la importa la humana. Así que son hacer caso a sus compañeros del enclave, empieza la caza.
Edward trata de protegerla escondiéndola y toda su familia trata de ahuyentar al cazador. Bella vuelve a Phoenix huyendo y haciendo creer a su padre que no quiere pasar el resto de su vida en un pueblo como Forks. Es así como Bella parte en un coche con Jasper y Alice, mientras Edward se queda en Forks para no levantar sospechas. James acaba encontrándolos y engaña a Bella haciéndose pasar por su madre, para que vaya a una escuela de ballet a la que fue durante su niñez. La amenaza con matar a su madre, haciéndola creer que la ha raptado, si no se reúne con él a solas.
Bella se escapa de quienes le protegen, arriesgando la vida por su madre (es una persona muy altruista) y se encuentra que todo ha sido un engaño, James nunca tuvo a su madre tal y como la había hecho creer. Está a solas con James y él pretende matarla. Empieza a golpearla y llega a morderle en la muñeca. Llega un punto en que queda inconsciente y sueña que hay un ángel a su alrededor, cuando en realidad es Edward, que ha llegado a la escena con su familia. El doctor Cullen empieza a curar a Bell, pero no hay manera de "curar" la mordedura que tiene Bella en la muñeca y Edward se ve obligado a tomar la decisión de dejar que el veneno se esparza en su cuerpo y que se convierta en vampira o sacarle la ponzoña de su cuerpo para que ella no se convierta en vampiro. Pero Edward duda de sí mismo, sobre ser capaz de reistirse a su sangre una vez la pruebe (para sacarla la ponzoña hay que morderla) Al final el dilema de Edward queda resuelto cuando consigue imponer el amor que siente por ella por encima de su naturaleza vampírica.
Bella despierta días después en un hospital, acompañada por su madre y Edward. Este último le dice que deberían permanecer alejados el uno del otro porque es peligroso para ella, pero tras una pequeña discusión se dan cuenta de que ninguno de los dos puede estar sin el otro.
Al final del libro, Edward lleva a Bella al baile de fin de curso y allí discuten sobre la inmortalidad de la joven. Mientras Bella busca estar a su lado eternamente, Edward la niega su deseo, pues ve la existencia de un vampiro como algo malo y no quiere eso para Bella.

## Portada
Stephenie Meyer ha declarado que la manzana de la portada representa el fruto prohibido del libro de Génesis, representando el amor prohibido de Edward y Bella. La imagen de la portada aparecerá después en la película, con la simbólica manzana en manos del protagonista.
Kimbra Hickey es la mujer que posa en la tapa del primer libro, Crepúsculo, ella es la mujer de las manos que sostiene la manzana.

## Capítulos
1. Prefacio
2. Primer Encuentro
3. Libro abierto
4. El prodigio
5. Las invitaciones
6. Grupo sanguíneo
7. Cuentos de miedo
8. Pesadilla
9. Port Ángeles
10. Teoría
11. Interrogatorios
12. Complicaciones
13. Juegos malabares
14. Confesiones
15. Mente versus cuerpo
16. Los Cullen
17. Carlisle
18. El partido
19. La caza
20. Despedidas
21. Impaciencia
22. La llamada
23. El juego del escondite
24. El ángel
25. Punto muerto
26. Epílogo: Una ocasión especial
27. Agradecimientos[6]

## Película
Dirigida por Catherine Hardwicke, la película tiene como protagonistas a Robert Pattinson y Kristen Stewart, como Edward y Bella respectivamente. Pese a ser de bajo presupuesto, la película fue un éxito, recaudando 70 millones de dólares en su primer fin de semana en EE. UU.
La película se estrenó el 21 de noviembre de 2008 en los Estados Unidos y en México. El 5 de diciembre del mismo año en España y en el resto de Latinoamérica se estrenó el 19 de diciembre, en Venezuela el 13 de diciembre y en Perú, Argentina, Colombia, Uruguay, Ecuador y en Chile el 1 de enero de 2009.
La película recibió mala crítica, obteniendo un 40% en rottentomatoes.com. Sin embargo fue muy bien aceptada por los fans, decidiéndose continuar con la segunda parte de la saga (Luna nueva), cuyo nombre de la película será "The Twilight Saga: New Moon" (La Saga Crepúsculo: Luna nueva), con estreno el 20 de noviembre del 2009.

## Polémica
Entre los psicólogos, profesores y otros especialistas, crece la preocupación sobre la influencia que la saga Crepúsculo (y otros productos que se han desarrollado a partir de la moda que esta novela inició) puede tener sobre los adolescentes y su percepción de la vida y las relaciones de pareja. Se teme que esta visión del amor, donde la mujer representa un papel pasivo y sumiso y el varón se muestra controlador, protector y dominante, va en contra de las actuales políticas de prevención de la violencia de género. Igualmente, se ha acusado a la autora de promover la abstinencia antes del matrimonio con sus novelas, de acuerdo con sus creencias mormonas.